# Renée Soutendijk
Renette Pauline Soutendijk (Amsterdã, 21 de maio de 1957), conhecida profissionalmente como Renée Soutendijk, é uma atriz neerlandesa. Soutendijk foi ginasta na juventude e começou sua carreira de atriz no final dos anos 1970.
Ela era uma estrela favorita dos filmes do diretor Paul Verhoeven e talvez seja mais conhecida por seus papéis em Spetters, de 1980, e O Quarto Homem, de 1983. Sua beleza garantiu seu status de símbolo sexual neerlandês na década de 1980. No final da década de 1980, Soutendijk tentou se estabelecer sua carreira nos Estados Unidos e apareceu no filme de ficção científica Eve of Destruction (1991). Ela também teve papéis coadjuvantes em A Perfect Man (2013) e Suspiria de Luca Guadagnino (2018). Em 2012, protagonizou a série de televisão policial, Moordvrouw do canal RTL 4.

## Filmografia

### Cinema
| Ano  | Título                                                      | Papel                       | Nota(s)   |
| ---- | ----------------------------------------------------------- | --------------------------- | --------- |
| 1978 | Pastorale 1943                                              | Marie Bovenkamp             |           |
| 1978 | Doodzonde                                                   | Renée                       |           |
| 1979 | Een vrouw als Eva                                           | Sigrid                      |           |
| 1980 | Spetters                                                    | Fientje                     |           |
| 1981 | The Girl with the Red Hair                                  | Hannie Schaft               |           |
| 1981 | The Forbidden Bacchanal                                     | Corrie                      |           |
| 1982 | Inside the Third Reich                                      | Eva Braun                   | Telefilme |
| 1982 | Hedwig: The Quiet Lakes                                     | Hedwig                      |           |
| 1983 | The Fourth Man                                              | Christine Halsslag          |           |
| 1983 | An Bloem                                                    | Loedie                      |           |
| 1984 | The Cold Room                                               | Lili                        | Telefilme |
| 1984 | Out of Order                                                | Marion                      |           |
| 1985 | Private Resistance                                          | Trudi                       |           |
| 1986 | Op hoop van zegen                                           | Jo                          |           |
| 1986 | Motten im Licht                                             |                             |           |
| 1987 | Scoop                                                       | Ishmaelia - Kätchen         |           |
| 1987 | The Second Victory                                          | Traudi Holzinger            |           |
| 1987 | A Month Later                                               | Liesbeth                    |           |
| 1987 | Der Madonna-Mann                                            | Juliane Mundt               |           |
| 1987 | Der Fall Boran                                              | Linda Mars                  |           |
| 1988 | King of the Olympics: The Lives and Loves of Avery Brundage | Linnea Dresden              | Telefilme |
| 1988 | Gdzieśkolwiek jest, jeśliś jest...                          | Nina                        |           |
| 1989 | Murderers Among Us: The Simon Wiesenthal Story              | Cyla                        | Telefilme |
| 1989 | Forced March                                                | Myra                        |           |
| 1989 | Grave Secrets                                               | Iris Norwood                |           |
| 1991 | Eve of Destruction                                          | Dra. Eve Simmons / Eve VIII |           |
| 1991 | Keeper of the City                                          | Vickie Benedetto            | Telefilme |
| 1993 | The Betrayed                                                | Olga Grond                  | Telefilme |
| 1993 | Seventh Heaven                                              | Charlyne                    |           |
| 1994 | De Flat                                                     | Roos Hartman                |           |
| 1996 | The Little Riders                                           | Beatrix Hunter              |           |
| 1998 | Hauptsache Leben                                            | Corinna                     |           |
| 1999 | Dance of the Dolphins                                       | Claire Strauss              | Telefilme |
| 2000 | Anna Wunder                                                 | Sophie                      |           |
| 2001 | Met grote blijdschap                                        | Els                         |           |
| 2001 | Hochzeit zu viert                                           | Susanne Berthold            |           |
| 2001 | Hanna - Wo bist Du?                                         | Erika Strom                 | Telefilme |
| 2003 | Eine Liebe in Afrika                                        | Jane                        | Telefilme |
| 2008 | Radeloos                                                    | Vera Scholte                |           |
| 2009 | Der Mann aus der Pfalz                                      | Hannelore Kohl              | Telefilme |
| 2013 | A Perfect Man                                               | Martha                      |           |
| 2018 | Redbad                                                      | Idwina                      |           |
| 2018 | Suspiria                                                    | Miss Huller                 |           |

### Televisão
| Ano       | Título                   | Papel                    | Nota(s)                         |
| --------- | ------------------------ | ------------------------ | ------------------------------- |
| 1985      | The Hitchhiker           | Sara Kendal              | Episódio: "Murderous Feelings"  |
| 1986      | Peter the Great          | Anna Mons                | Minissérie                      |
| 1999      | Schimanski: Sehnsucht    | Eva Marsfeldt            | Episódio: "Sehnsucht"           |
| 2000–2005 | Tatort: Bittere Mandeln  | Eva Maria Klein / Evelyn | 2 episódios                     |
| 2002      | The Enclave              | Ilse Terhoef             | Minissérie                      |
| 2008      | S1ngle                   | Edith                    | 5 episódios                     |
| 2008–2009 | Leipzig Homicide         | Maja Peters              | 4 episódios                     |
| 2009      | Vienna Crime Squad       | Wanda Wolf               | Episódio: "Preis der Schönheit" |
| 2009      | Ein starkes Team         | Katarina Kamm            | Episódio: "Geschlechterkrieg"   |
| 2012      | Van God los              | Ellen                    | Episódio: "D.I.S.C.O."          |
| 2012      | Moordvrouw               | Carla Vreeswijk          | 50 episódios                    |
| 2016–2017 | Centraal Medisch Centrum | Emily Zomer              | 16 episódios                    |